# Kargus
Kargus es una película de 1981 española escrita y dirigida por Juan Miñón y Miguel Ángel Trujillo. 
La película se entró en la competencia principal en la 38.ª edición del Festival de cine de Venecia.

## Reparto
- Héctor Alterio
- Laura Cepeda
- Francisco Algora
- Luis Ciges
- María Vaner
- Gustavo Pérez de Ayala
- María Luisa Ponte